# Tetanus
Tetanus (iz starogrško τέτανος: tetanos - napet + starogrško τείνειν: teinein - nategovati) ali  mrtvični krč je infekcijska bolezen, ki jo povzroča nevrotoksin tetanospazmin grampozitivnega, anaerobnega bacila Clostridium tetani. Zanj so značilne podaljšane kontrakcije vlaken skeletnega mišičja. Do okužbe navadno pride zaradi kontaminacije rane, pogosto gre za ureznino ali globoko vbodno rano. Pri napredovanju okužbe pride do krčev čeljusti in drugih mišic v telesu. Bolezen je možno preprečiti s cepljenjem (uporablja se npr. cepivo DTaP proti davici, tetanusu in oslovskemu kašlju) ali s profilakso po izpostavljenosti s tetanusnim imunoglobulinom.

## Zgodovina
Že davno so ljudje spoznali povezavo med ranami in smrtonosnimi mišičnimi krči. Leta 1884 je Arthur Nicolaier osamil strihninu podoben toksin iz bakterij, prosto živečih v prsti. Etiologija bolezni je bila nadalje pojasnjena še istega leta, ko sta Antonio Carle in Giorgio Rattone prvič dokazala prenos okužbe. Tetanus sta povzročila pri zajcih, tako da sta jim v ishiadični živec vbrizgala gnoj bolnika s tetanusom. Leta 1889 je Kitasato Shibasaburō iz bolnika prvi osamil C. tetani in kasneje dokazal, da lahko ta mikroživka povzroči bolezen pri živalih, če jo vbrizgajo vanjo, in da lahko toksin nevtralizirajo specifična protitelesa. Leta 1897 je Edmond Nocard dokazal, da lahko tetanusni antitoksin spodbudi pri ljudeh pasivno imunost, kar bi se lahko uporabljalo za preprečevanje in zdravljenje okužbe. Cepivo s tetanusnim toksoidom je leta 1924 razvil P. Descombey in to cepivo so kasneje množično uporabljali za preprečevanje tetanusa zaradi okužb bojnih ran pri vojakih med drugo svetovno vojno.

## Znaki in simptomi
Inkubacijska doba tetanusa lahko seže tudi do nekaj mesecev, vendar se prvi simptomi navadno pojavijo 8 dni po okužbi. Rana, ki je potrebna za okužbo z bakterijo Clostridium tetani mora biti globoka, ker se ta vrsta bakterije ne more razmnoževati pri visoki prisotnosti kisika. Najbolj znana nevarnost, ki lahko velikokrat povzroči okužbo so zarjaveli žeblji, to pa zaradi tega, ker je rja zelo dober kraj za razmnoževanje te bakterije. 
Najpogostejši simptom je okorelost čeljusti. Drugi simptomi so še težave pri požiranju, nemirnost in razdražljivost, okorelost vratu, rok ali nog, glavobol, vročina, boleče žrelo, mrzlica in tonični krči. Značilni boleči generalizirani krči s potenjem se lahko sprožijo pri manjših motnjah, kot sta hrup ali premik. Mentalni status običajno ni prizadet, vendar po zaporednih napadih krčev lahko nastopi koma. Med generaliziranimi krči bolnik ne more govoriti ali jokati. Oteženo je tudi dihanje. Spazem mišic zapiralk lahko povzroči zastajanje seča in zaprtje.
Tetanus prizadene skeletne mišice (prečno progaste mišice, ki so udeležene v hoteno gibanje). Srčna mišica, ki je prav tako prečno progasta, ni prizadeta zaradi njenih intrinzičnih električnih lastnosti. V zadnjih letih je okoli 11 % primerov bolezni smrtnih. Smrtnost je najvišja med necepljenimi posamezniki in bolniki, starimi nad 60 let.
Inkubacijska doba tetanusa lahko znaša tudi več mesecev, po navadi pa traja okoli 8 dni. Na splošno velja, da čim dlje od osrednjega živčevja se nahaja rana, tem dlje traja inkubacijska doba. Simptomi so resnejši pri krajši inkubacijski dobi. Pri neonatalnem tetanusu se simptomi navadno pojavijo v 4 do 14 dneh po rojstvu, v povprečju pa po 7 dneh.
Glede na klinične znake razlikujejo 3 različne oblike bolezni:
Generalizirani tetanus je najpogostejša oblika tetanusa in predstavlja okoli 80 % vseh primerov. Običajno se kaže v navzdoljnjem (descendentnem) vzorcu: najprej pride do čeljustnega krča (trizmus) in krčev smejalnih mišic (risus sardonicus), sledijo okorelost v vratu, težave pri požiranju, okorelost mišic v prsnem košu in mečih. Drugi simptomi so še povišana telesna temperatura, potenje, zvišan krvni tlak in epizodično pospešen srčni utrip. Krči se lahko pojavljajo zelo pogosto in trajajo nekaj minut, pri čemer se telo usloči v značilno obliko, imenovano opistotonos. Krči trajajo do 4 tedne, do popolnega okrevanja pa lahko pride tudi šele po več mesecih.
- Neonatalni tetanus (tetanus novorojenca) je oblika generaliziranega tetanusa, ki se pojavlja pri novorojenčkih. Tveganje je zlasti visoko pri novorojenčkih, ki nimajo pridobljene pasivne imunosti proti tetanusu, ker njihove matere niso bile nikoli imunizirane. Do okužbe pride navadno preko nezaceljenega popkovnega štrclja, zlasti pri prerezanju popkovnice s kontaminiranim inštrumentom. Pogost je v državah v razvoju, kjer je odgovoren za okoli 14 % (215.000) smrti novorojenčkov, v razvitih državah pa je zelo redek.[10] Smrtnost tetanusa pri novorojencih je več kot 90%.[11]

Lokalni tetanus je redka oblika tetanusa, pri katerem prihaja do krčev v mišicah v istem anatomskem območju, kot se nahaja kontaminirana rana. Kontrakcije se lahko pojavljajo več tednov, dokler postopoma ne izzvenijo. Na splošno velja, da je lokalni tetanus blažji od generaliziranega in le 1 % primerov je smrtnih, vendar pa mu lahko sledi napredovanje v generalizirano obliko.
Cefalni tetanus je redka oblika bolezni, ki se lahko pojavi pri okužbi srednjega ušesa, če C. tetani naseljuje floro srednjega ušesa, ali po poškodbi glave. Prizadeti so možganski živci, zlasti v obraznem predelu.

## Vzrok
Tetanus povzroča bakterija Clostridium tetani, ki je anaerobni grampozitivni bacil, ki tvori terminalne spore. Gre za zelo odporne spore (trosi), so prisotne na primer v prsti, hišnem prahu, živalskem črevesju in človeških iztrebkih.
Po kontaminaciji rane s sporami C. tetani pride v anaerobnih pogojih do germinacije spor in nastanka vegetativne oblike bacila. Bacil nato tvori dva toksina: tetanolizin in tetanospazmin. Vloga tetanolizina pri nastanku tetanusa ni znana, tetanospazmin pa je nevtotoksin, ki potuje iz rane po krvi in limfi do motorične ploščice, kjer vstopi v obkrajno živčevje. Toksin nato potuje po aksonu v osrednje živčevje, kjer se veže na gangliozidne receptorje. Posledica tega je blokada sproščanja inhibicijskih živčnih prenašalcev (GABA, glicin) v spinalnih 
sinapsah, kar vodi v okorelost mišic, hiperrefleksijo in nastanek krčev. Deluje tudi na motorična jedra v možganskem deblu. Prizadetost vegetativnega živčnega sistema se kaže z znojenjem, pospešenim srčnim utripom, neurejenim krvnim tlakom in periferno vazokonstrikcijo (skrčenjem žil). Do ozdravitve pride, ko nastanejo nove sinapse.

## Diagnosticiranje
Za diagnosticiranje tetanusa ne obstajajo krvni testi. Diagnoza temelji na prisotnosti simptomov in ne na osamitvi bakterije, saj lahko le-to osamijo iz rane le v 30 % primerov, izolirati pa jo je možno tudi pri bolnikih, ki sicer niso zboleli za tetanusom. Laboratorijsko istovetenje bakterije C. tetani se lahko izvede le s proizvodnjo tetanoplazmina v miših. C. tetani v tkivu iz rane se dokaže z barvanjem po Gramu in s poskusom osamitve s kultivacija na anaerobnem gojišču. Šele biološki poskus na miši pa pove, ali je izoliran sev C. tetani tudi toksičen. Biološki poskus se izvede tako, da miši injicirajo 0,25 ml kulture C. tetani podkožno na nogi. Pri toksigenem sevu C. tetani pride do krčevite ohromitve mišic noge.
Test z loparčkom je klinični test za ugotavljanje tetanusa, pri katerem postrgajo posteriorno žrelno steno s sterilnim instrumentom in opazujejo učinek. Pozitivni rezultat se pokaže kot nehotna kontrakcija čeljusti (pride do refleksnega krča žvekalnih mišic in bolnik ugrizne v loparček ter ga ne more izpustiti), negativni rezultat pa je žrelni refleks, kontrakcija žrelnega mišičja z namenom izločiti tujek. Test naj bi izkazoval visoko specifičnost (brez lažno pozitivnih rezultatov) in visoko občutljivost (pri 94 % bolnikov naj bi test pokazal pozitivni rezultat).

## Preprečevanje
Tetanus se lahko prepreči s cepljenjem s tetanusnim toksoidom. Prvi inaktivirani tetanusni toksoid je bil odkrit leta 1924, cepivo s tetanusnim toksoidom pa izkazalo učinkovitost z uporabo pri vojakih med drugo svetovno vojno. Kombinirano cepivo DTP (proti davici, tetanusu in oslovksemu kašlju) se je uporabljajo od leta 1930; leta 1991 ga je nadomestila drugačna formulacija z acelularnim cepivom proti oslovskemu kašlju. Razlog je bila večja varnost novega cepiva, saj je staro cepivo povzročalo pri polovici prejemnikov lokalne neželene učinke (rdečina, oteklina, bolečina).

### Cepljenje v Sloveniji
V Sloveniji je bilo cepljenje proti tetanusu uvedeno leta 1951. Tudi danes je cepljenje v Sloveniji obvezno. Na voljo so tudi kombinirana cepiva proti tetanusu, davici in oslovskem kašlju ali še dodatno proti hemofilusu influence tipa b in otroški ohromelosti. Cepljenje poteka po naslednji shemi:
| Starost otroka                                                                           | Cepivo |
| ---------------------------------------------------------------------------------------- | ------ |
| davica, tetanus, oslovski kašelj, hemofilus influence b, otroška ohromelost (1. odmerek) |        |
| davica, tetanus, oslovski kašelj, hemofilus influence b, otroška ohromelost (2. odmerek) |        |
| davica, tetanus, oslovski kašelj, hemofilus influence b, otroška ohromelost (3. odmerek) |        |
| davica, tetanus, oslovski kašelj, hemofilus influence b, otroška ohromelost (4. odmerek) |        |
| davica, tetanus, oslovski kašelj (5. odmerek)                                            |        |
| tetanus (6. odmerek)                                                                     |        |

Po tvegani poškodbi se zdravnik po preverjanju imunskega stanja zaščite proti tetanusu na podlagi pisnih dokumentov 
odloči, ali je cepljenje potrebno in v koliko odmerkih ter o morebitni zaščiti s specifičnim imunoglobulinom.

## Zdravljenje
Zdravljenje tetanusa poteka v bolnišnici in bolnik mora biti v mirnem prostoru. Bolniku je treba čim prej oskrbeti rano, odstraniti mrtvine, tujke in drenirati ognojke. Treba je nevtralizirati toksin pred njegovim vstopom v osrednje živčevje, za kar se uporablja humani tetanusov imunoglobulin. Bolnik prejema antibiotik (npr. metronidazolom), da se odstrani C. tetani iz rane. Z benzodiazepini se blažijo krči, mišična togost in vznemirjenost. V primeru hudih in pogostih krčev je treba bolnika relaksirati in umetno predihavati. Pri prizadetosti avtonomnega živčevja se uporabljajo alfa- in betaadrenergični blokatorji ter morfij. Treba je poskrbeti tudi za preprečitev bolnišničnih okužb.

## Prognoza
V svetovnem merilu je smrtnost bolnikov s tetanusom 40%, pri zdravljenih odraslih 15%–60%, pri novorojenčkih pa 80%–90%, tudi v primeru zdravljenja. Smrtnost je navišja pri otrocih in starostnikih ter pri uživalcih mamil. Prognoza je slabša, če je inkubacijska doba krajša, simptomi hitro napredujoči ali če je zdravljenje zakasnelo, če pa se bolezen zdravi v pravilnih pogojih, lahko smrtnost pade na okoli 20%.

## Epidemiologija
Tetanus je mednarodni zdravstveni problem, saj se trosi bakterije C. tetani pojavljajo po vsem svetu. Bolezen se pojavlja skoraj izključno le pri necepljenih ljudeh in ljudeh, ki so bili neustrezno imunizirani. Pojavlja se povsod, vendar je pogostejši v vročih in vlažnih podnebnih pasovih, kjer je prst bogata z organskimi snovmi. To velja zlasti za pognojeno prst, saj so trosi zelo pogosto prisotni v črevesju in iztrebkih številnih živalskih vrst, kot so konji, ovce, govedo, psi, mačke, podgane, morski prašički in piščanci. Trosi lahko pridejo v človeško telo z vbodno rano. V kmetijskih področjih lahko spore najdemo pri velikem številu odraslih. Nahajajo se lahko tudi na površini kože in v kontaminiranem heroinu. Uživanje heroina, še posebej v obliki vbrizgavanja, predstavlja visoko tveganje za tetanus.
Tetanus – zlasti neonatalna oblika – je še vedno pomemben zdravstveni problem neindustrializiranih držav. Svetovna zdravstvena organizacija ocenjuje, da je leta 2008 zaradi neonatalnega tetanusa umrlo na svetu 59.000 novorojencev. V Združenih državah Amerike se vsako leto okuži 50-100 ljudi; skoraj v vseh primerih gre za bolnike, ki niso bili cepljeni ali imunost po cepljenju ni bila več zagotovljena.

### Slovenija
V Sloveniji je bila povprečna pojavnost tetanusa v letih 2001–2010 0,1 primera/100.000 prebivalcev; v letih 2009 in 2010 ni bilo prijavljenega primera. Zadnji smrtni primer je bil prijavljen leta 2004. Skupaj so v omenjenih 10 letih umrli 3 bolniki.